# Сфери Клерксдорпа

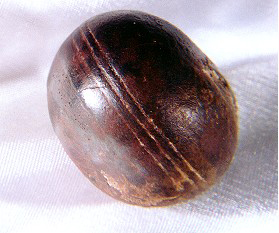
Сфера Клерксдорпа.

Сфери Клерксдорпа (англ. Klerksdorp sphere) — малі кам'яні об'єкти з лімоніту, часто сферичні чи у формі товстого диска, зібрані шахтарями у родовищах 3-млрд-річного пірофіліту (ТОВ «Вандерстоун» розроблює ці родовища), недалеко від м. Клерксдорп, Південна Африка.
Згадуються альтернативними дослідниками і журналістами в багатьох книгах, популярних статтях і на багатьох вебсторінках як недоречні артефакти, що можуть бути виготовлені розумними істотами. Геологи, які вивчали ці об'єкти, стверджують, що вони не рукотворні, а є результатом природних процесів.

## Опис
«Сфери» є округлими каменями лімоніту (а саме гематиту, воластоніту, піриту та ґетиту) діаметром 0,5-10 см, близької до сферичної форми. Колір коливався від темно-червоно-коричневого, червоного до темно-червоного.
Кількість сфер Клерксдорпа невідома, ймовірно, більшість їх була зібрана приватно, але деякі виставлені в музеї Клерксдорпа. Вони особливі паралельними борозенками, що тягнуться по окружності сфер.
У деяких матеріалах стверджується, що сфери чи борозенки на них рукотворні та зроблені невідомою стародавньою цивілізацією. Також сферам іноді приписується самовільний рух.

## Гіпотези походження

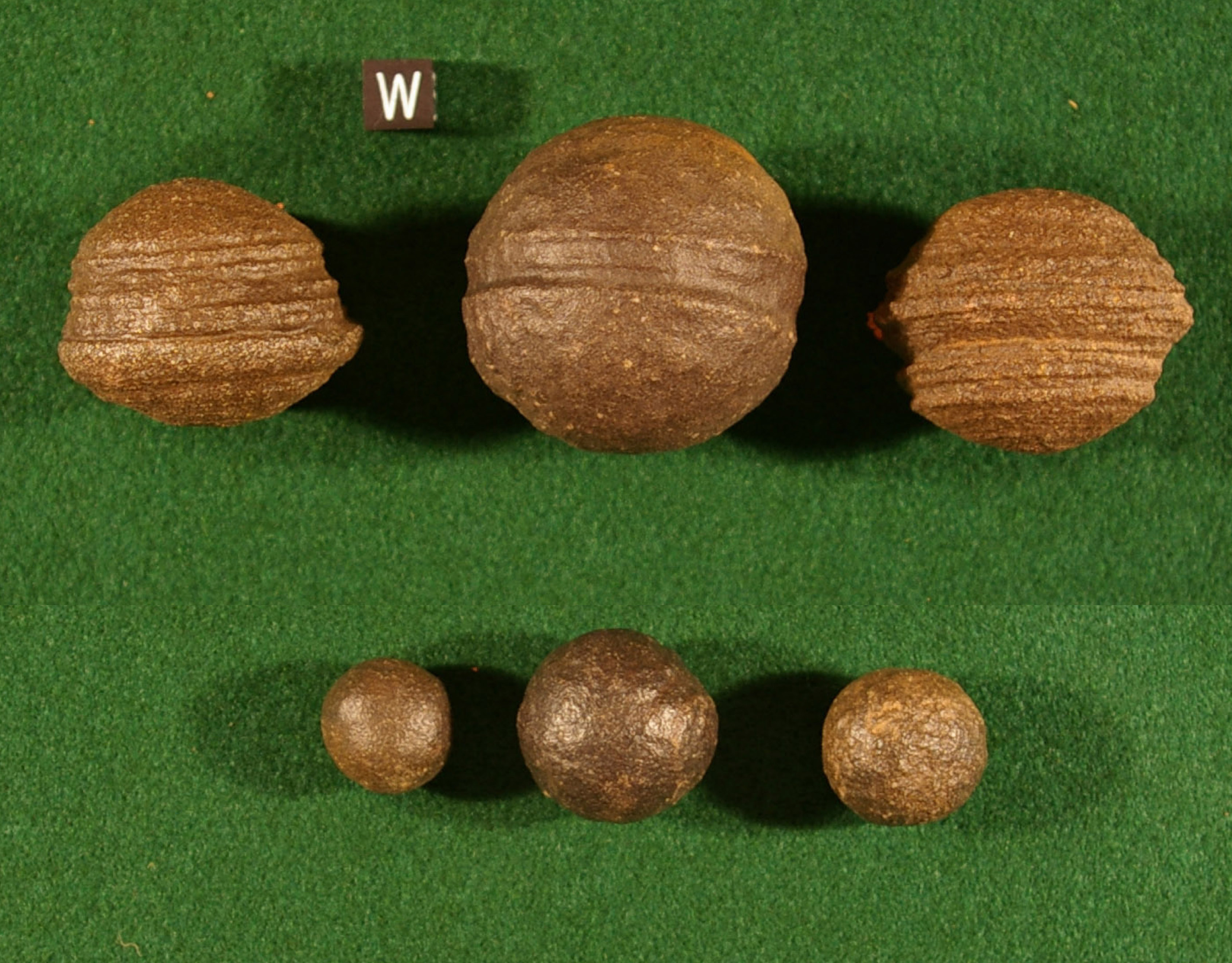
Гематитові конкреції з Юти, утворені подібним до сфер Клерксдорпа чином

Письменники-креаціоністи Майкл Кремо та Річард Томпсон у своїй книзі 1993 року «Заборонена археологія: прихована історія людської раси» описували багато артефактів, які, на їхню думку, свідчать про існування розвиненої цивілізації до Потопу; поміж них згадано сфери Клерксдорпа. Телевізійний випуск 1996 року «Таємниче походження людини» описав їх як металеві сфери та повідомив, що фахівці заявили про неможливість утворення ліній на сферах жодним природним процесом.
Рольф Маркс, куратор музею Клерксдорпа, описав камені як утворення з лімоніту. Найпереконливіше наукове пояснення природи сфер — що це конкреції, а борозенки на них зумовлені нерівномірністю шарів відкладів, у яких росли ці конкреції. Борозенки утворювалися там, де шари були менш пористі. Подібні утворення добре відомі, але завдяки дрібнозернистій структурі сфер Клерксдорпа, борозенки на них особливо помітні. «Самовільний рух» сфер пояснюється їхньою округлою формою та вібраціями від шахт поблизу музею Клерксдорпа.
Твердження, що ці сфери твердіші за сталь, неправдиві. Сталь може варіюватися від 4 до 8 за шкалою Мооса залежно від типу сплаву, термічної обробки та від того, загартована вона чи ні. Перевірка кількох сфер Клерксдорпа виявила, що жодна з них не має твердості понад 5,0 за шкалою Мооса.